# Graissessac
Graissessac (okzitanisch: Graisseçac) ist eine französische Gemeinde mit 569 Einwohnern (Stand: 1. Januar 2022) im Département Hérault in der Region Okzitanien. Sie gehört zum Arrondissement Béziers und zum Kanton Clermont-l’Hérault. Die Einwohner werden Graissessacois genannt.

## Geographie
Die Gemeinde Graissessac liegt im Regionalen Naturpark Haut-Languedoc an der Grenze zum Département Aveyron, etwa 38 Kilometer nordnordwestlich von Béziers am Clédou, einem Nebenfluss des Mare. Umgeben wird Graissessac von den Nachbargemeinden Avène im Norden, Camplong im Nordosten und Osten, Saint-Étienne-Estréchoux im Süden, Saint-Gervais-sur-Mare im Südwesten und Westen sowie Mélagues im Nordwesten.

## Geschichte
Graissessac ist ein alter Bergarbeiterort. Bereits während der gallorömischen Zeit wurde hier Steinkohlenbergbau betrieben. 1962 fuhren hier die letzten Kohlekumpel in den Tagebau ein.

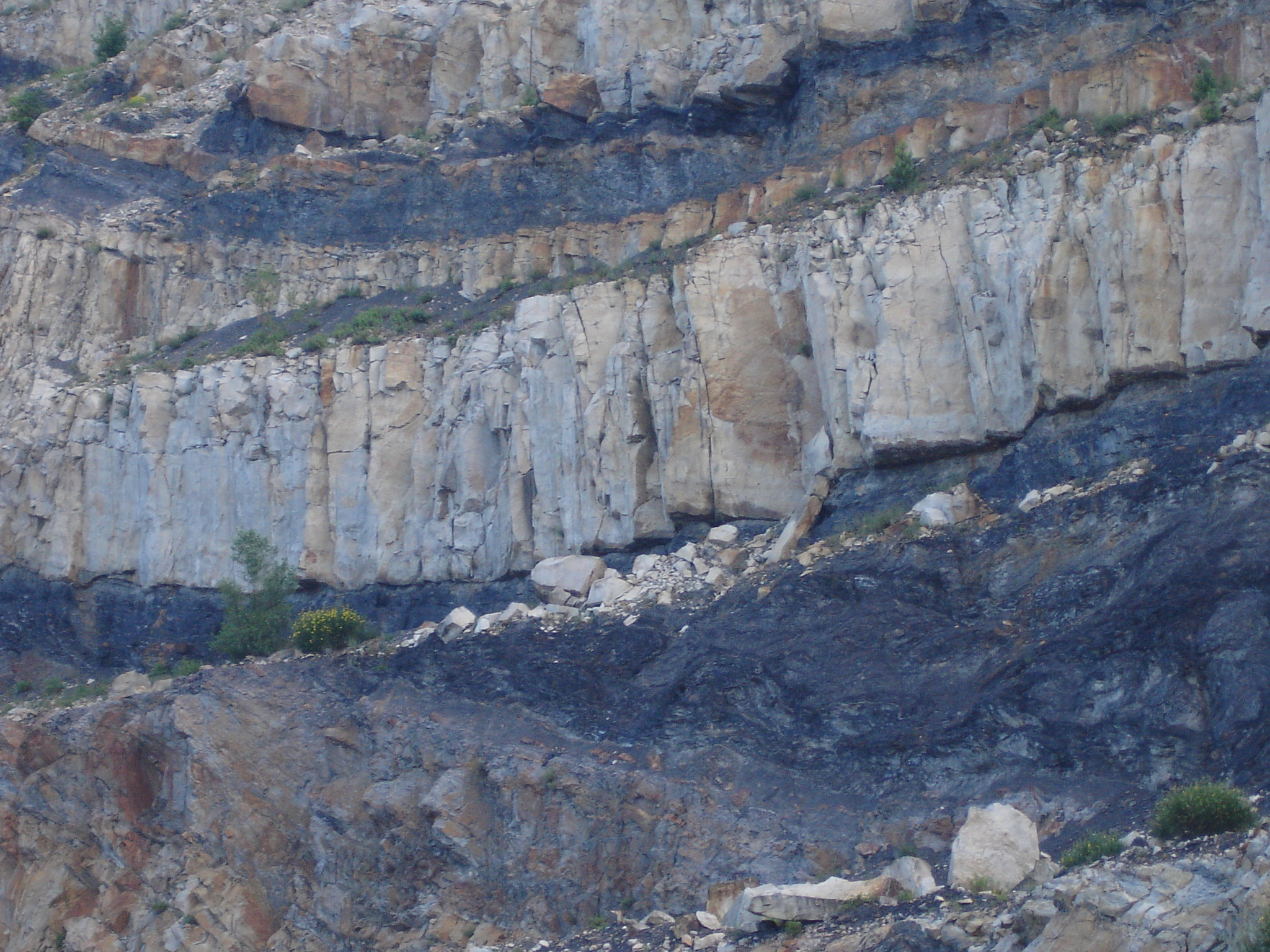
Steinkohleflöz im aufgegebenen Tagebau Graissessac

## Bevölkerungsentwicklung
| Jahr                       | 1962 | 1968 | 1975 | 1982 | 1990 | 1999 | 2006 | 2012 | 2020 |
| Einwohner                  | 614  | 1510 | 1134 | 924  | 687  | 632  | 685  | 717  | 585  |
| Quellen: Cassini und INSEE |      |      |      |      |      |      |      |      |      |

## Persönlichkeiten
- Michel Maffesoli (* 1944), Soziologe
- Marc Azéma (1905–1954), Autorennfahrer

## Sehenswürdigkeiten

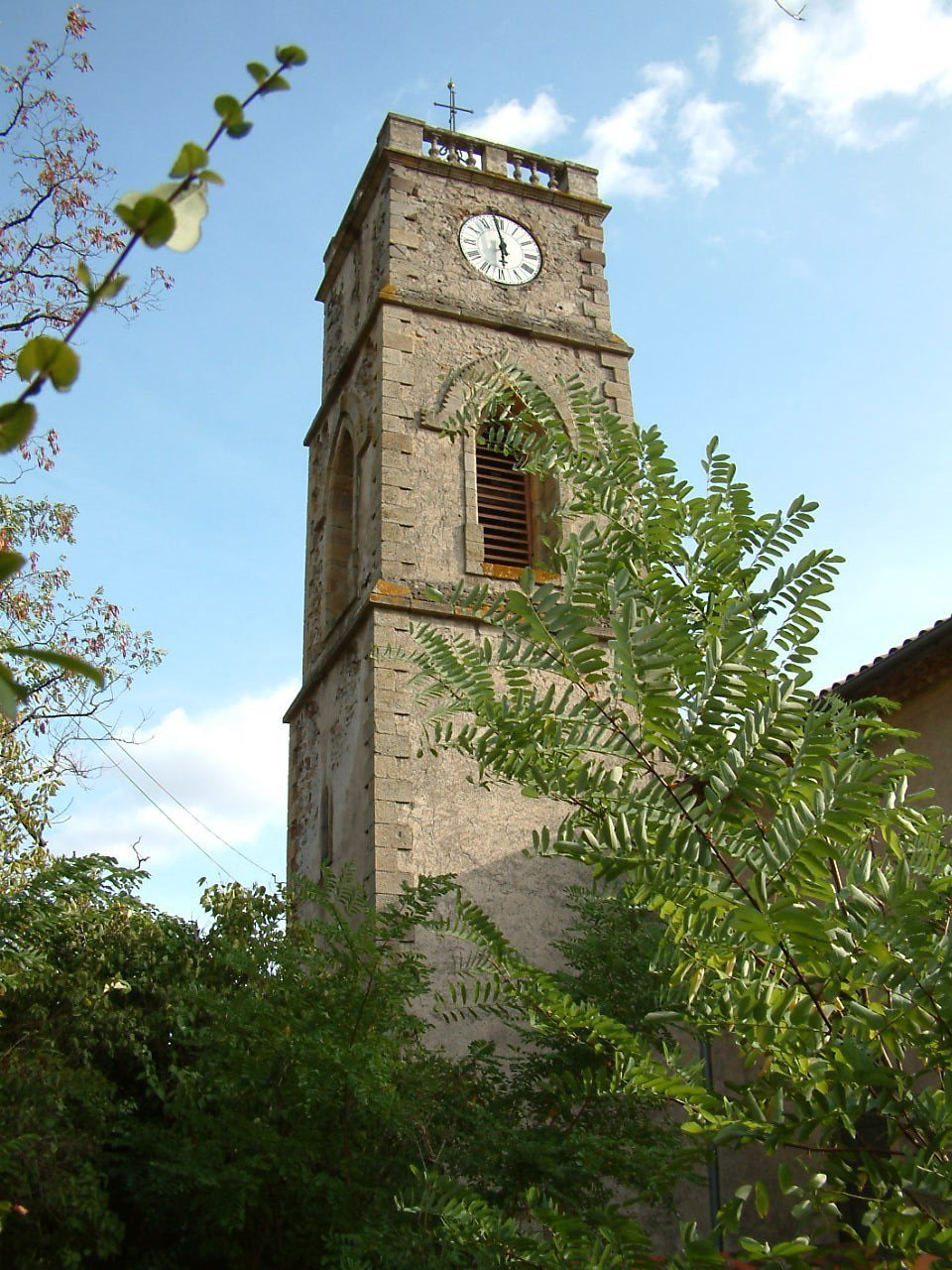
Kirche Saint-Sauveur
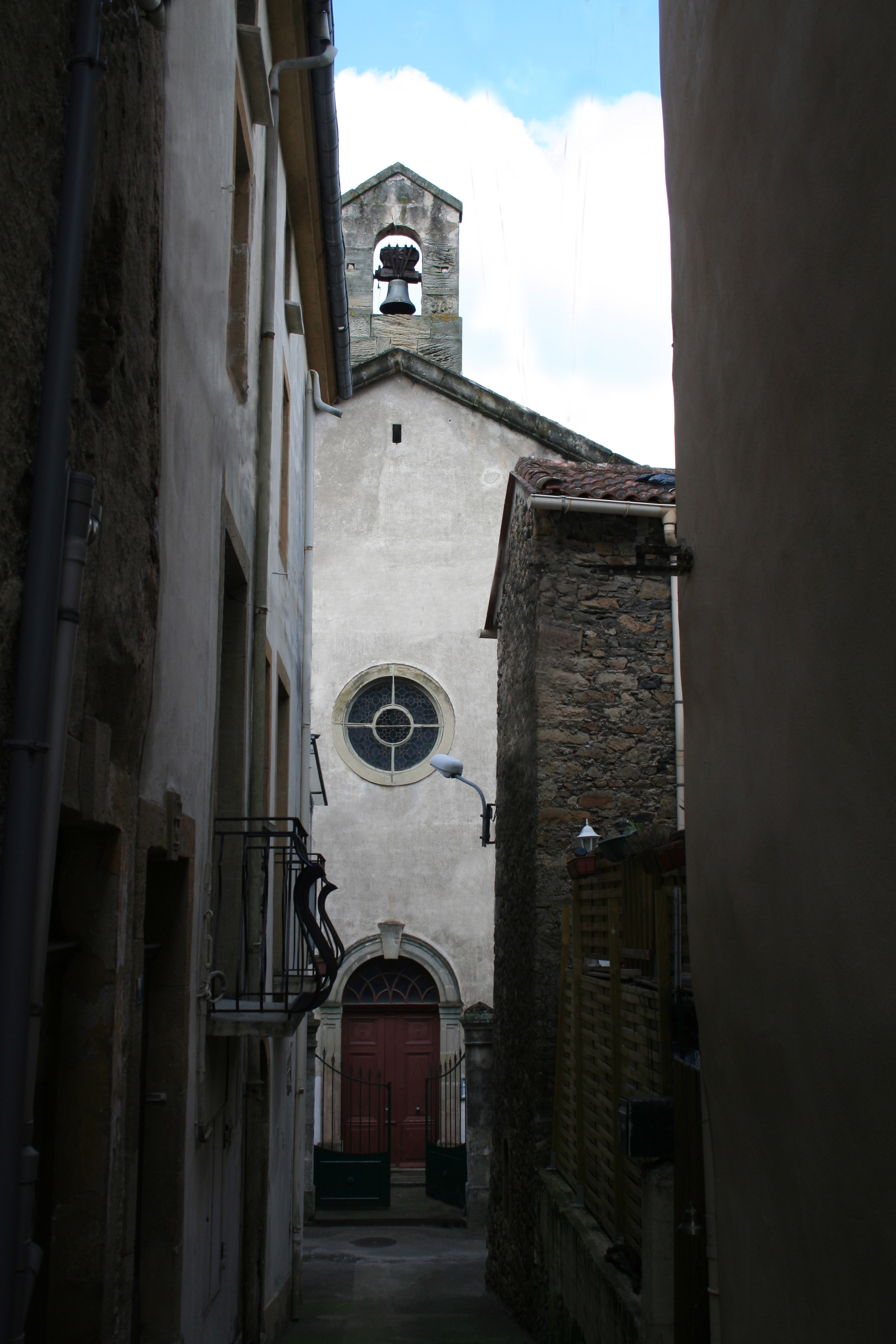
protestantische Kirche
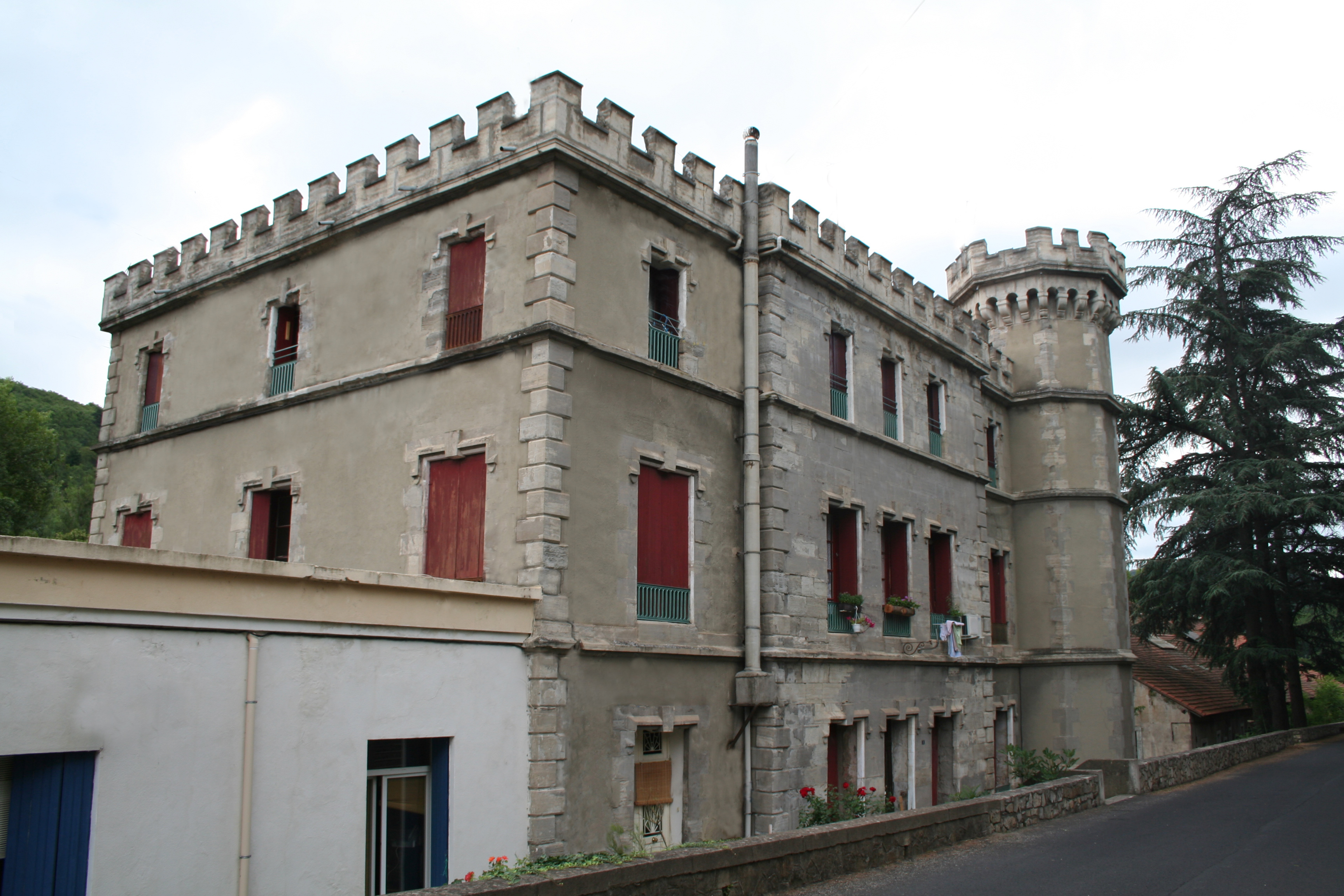
„Schloss“ der Bergarbeiter

- Kirche Saint-Sauveur
- Protestantische Kirche
- Schloss der Bergarbeiter